# Tobie (album Dagadany)
Tobie – piąty album studyjny zespołu muzycznego Dagadana, wydany w 2021 roku przez wytwórnię Agora Muzyka.

## Historia
Tytuł płyty Daga Gregorowicz wytłumaczyła następująco: „Tobie” jest dla każdego, kto ma w sobie potrzebę i otwartość na przyjęcie dobrych życzeń. Premiera płyty była planowana na czerwiec 2020 roku. Ostatecznie miała premierę 9 kwietnia 2021 roku. Pierwszy singiel to utwór Shchedryi vechir, który jest szczedriwką – pieśnią życzeniową autorstwa Fiłareta Kołessy, jego wersja studyjna została zaprezentowana w styczniu 2020 roku, muzycy nagrali ją zdalnie w swoich domach. Album promował także teledysk do utworu Shchedryi vechir, nad którym pracowali m.in. Dominika Dyka i Jędrek Filuś. Drugim singlem był utwór Na zdrowie, który wraz z wideoklipem miał premierę w grudniu 2020 roku. Trzecim singlem był utwór Inaczej, który miał premierę w kwietniu 2021 roku, towarzyszył mu również teledysk zamieszczony w serwisie YouTube. Czwarty singiel pt. Do ciebie Kasieńko oraz wideoklip do niego ukazały się w maju 2021 roku.
Producentem wykonawczym jest Daga Gregorowicz. Brzmienie albumu to jej zdaniem połączenie elektroniki, jazzu, rocka oraz rapu (w przypadku jednego utworu). Recenzent Dawid Bartkowski określił je słowami: awangardowa, ambitna alternatywa z popowym zacięciem. Pełna folku, ludowych melodii, wielogłosów, elektroniki i improwizacji.
Okładka albumu jest koloru krwistoczerwonego; widnieje na niej grafika oparta na wycinance autorstwa Darii Alyoshkiny, przetworzonej przez graficzkę Agory SA, Marlenę Stawarz.

## Lista utworów
Opracowano na podstawie materiału źródłowego.
| Nr  | Tytuł utworu         | Tobie                | Długość |
| --- | -------------------- | -------------------- | ------- |
| 1.  | „Nowe wrota”         | New Gate             | 0:38    |
| 2.  | „Do ciebie Kasieńko” | To You Kathy         | 5:14    |
| 3.  | „Goi Ty nasha Pani”  | Hey dear lady        | 3:36    |
| 4.  | „Skoro świt”         | At the crack of dawn | 0:22    |
| 5.  | „W moim ogródeczku”  | In my yard           | 5:40    |
| 6.  | „Shchedryi vechir”   | Bountiful evening    | 4:10    |
| 7.  | „Hola hola”          | Hey hey              | 7:28    |
| 8.  | „Hej leluja”         | Hey lelluiah         | 4:02    |
| 9.  | „Zazhurylasya”       | Green wine           | 3:59    |
| 10. | „Inaczej”            | Differently          | 3:15    |
| 11. | „Na zdrowie”         | Bless You            | 3:20    |
| 12. | „Slaven yes”         | Glorious             | 4:20    |
|     |                      |                      | 46:04   |

## Wykonawcy
Opracowano na podstawie materiału źródłowego.
- Daga Gregorowicz – wokal, elektronika, lira korbowa, syntezatory, wirujące fale
- Dana Vynnytska – wokal, fortepian, akordeon, hulusy, metalofon, okaryna syntezatory
- Mikołaj Pospieszalski – kontrabas, gitara basowa, skrzypce, moog, syntezatory, wokal
- Bartosz Mikołaj Nazaruk – perkusja, baraban, kalimba, instrumenty perkusyjne, wokal

### Gościnnie
- Alena Kadanowa – wokal
- Mateusz Pospieszalski – saksofon barytonowy
- Michał Tomaszczyk – puzon
- Ola Trzaska – flet
- Cyprian Baszyński – trąbka, flugelhorn
- Szczepan Pospieszalski – trąbka
- Łukasz Kluczniak – saksofon altowy
- Tomasz Dworakowski – puzon
- Mateusz Hulbój – syntezatory, wokal
- Michał Trąbski – wokal
- Jan Krzemiński – wokal

## Recepcja
Album otrzymał pozytywne recenzję w piśmie „Jazz Forum”, w serwisie internetowym Polskiego Radia, w serwisie Hi-Fi i Muzyka (5/5 gwiazdek za realizację, 3/5 za muzykę), w witrynie Interia, na stronie cantaramusic.pl i wyspa.fm.
Płyta była nominowana do Fryderyków 2022 w kategorii Album Roku – Muzyka Korzeni/ Blues.